# 瓦利雷阿尔
瓦利雷阿尔是巴西南大河州的一个市镇。总面积44.198平方公里，总人口4742人，人口密度107.3人/平方公里。